# Guillaume Delmotte
Pour les articles homonymes, voir Delmotte.
Pas d'image ? Cliquez ici

a Compétitions nationales et continentales officielles uniquement.

b Matchs officiels uniquement.
Guillaume Delmotte, né le 25 octobre 1977 à Fréjus (Var), est un joueur international français de rugby à XV. Il évolue au poste de centre.

## Carrière

### En club
Guillaume Delmotte joue l'essentiel de sa carrière en France, mais a fait également un court passage en 2000 aux Harlequins.

### En équipe nationale
Il a honoré sa première cape internationale en équipe de France le 3 juin 1999 contre l'équipe de Roumanie et marque deux essais à l'occasion, et la deuxième et dernière le 16 juinde la même année contre l'équipe des Tonga.

### Avec les Barbarians
En mai 2000, il est sélectionné avec les Barbarians français pour jouer le pays de Galles au Millennium Stadium de Cardiff. Les Baa-Baas s'inclinent 40 à 33.
En novembre 2001, il connaît une nouvelle sélection avec les Barbarians français contre les Fidji à Toulon. Les Baa-Baas s'inclinent 17 à 15.

## Palmarès

### En club
Avec le RC Toulon
- Coupe Frantz Reichel :
  - Champion (2) : 1997 et 1998
- Challenge des Provinces Reichel :
  - Vainqueur (2) : 1997 et 1998

### En équipe nationale
- 2 sélections en équipe de France en 1999
- 2 essais (10 points)
- Équipe de France A
- 2 fois Barbarians français en 2000 et 2001